# Wind Profiler
Ein Windprofiler ist ein meteorologisches Messsystem, das hauptsächlich wie ein vertikal ausgerichtetes Radargerät arbeitet. Mit ihm lassen sich der Höhenwind in 0,5 bis 16 km Höhe und die Temperatur bis in 4 km Höhe in hoher zeitlicher Auflösung bestimmen, typischerweise alle 30 min; damit sind sie aktueller als Sondierungen der Atmosphäre mit Ballonen. Die Daten können direkt für die Initialisierung und Anpassung der Wettermodelle verwendet werden und dienen einer möglichst genauen Wettervorhersage. Windprofiler arbeiten vollautomatisch und können daher auch mit wenig Personal betrieben werden.

## Messprinzip

### Windgeschwindigkeit

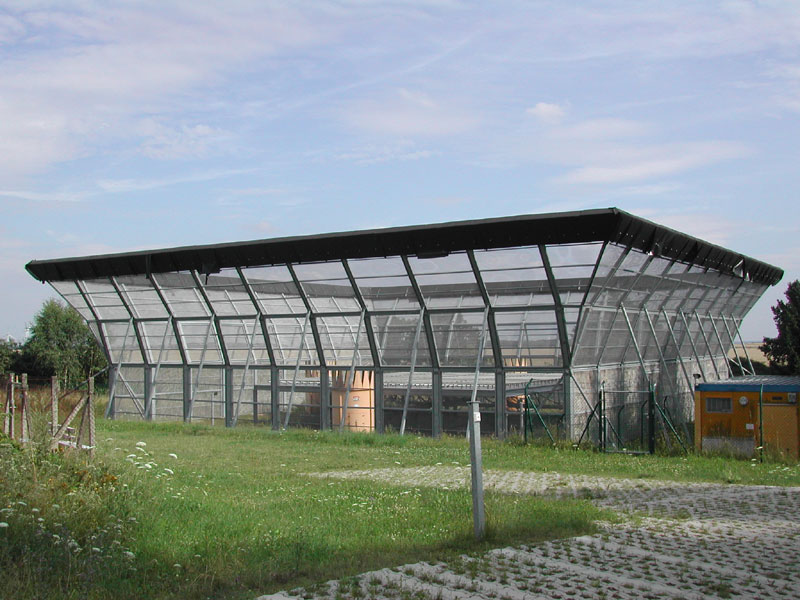
Ehemaliger Windprofiler am Meteorologischen Observatorium Lindenberg

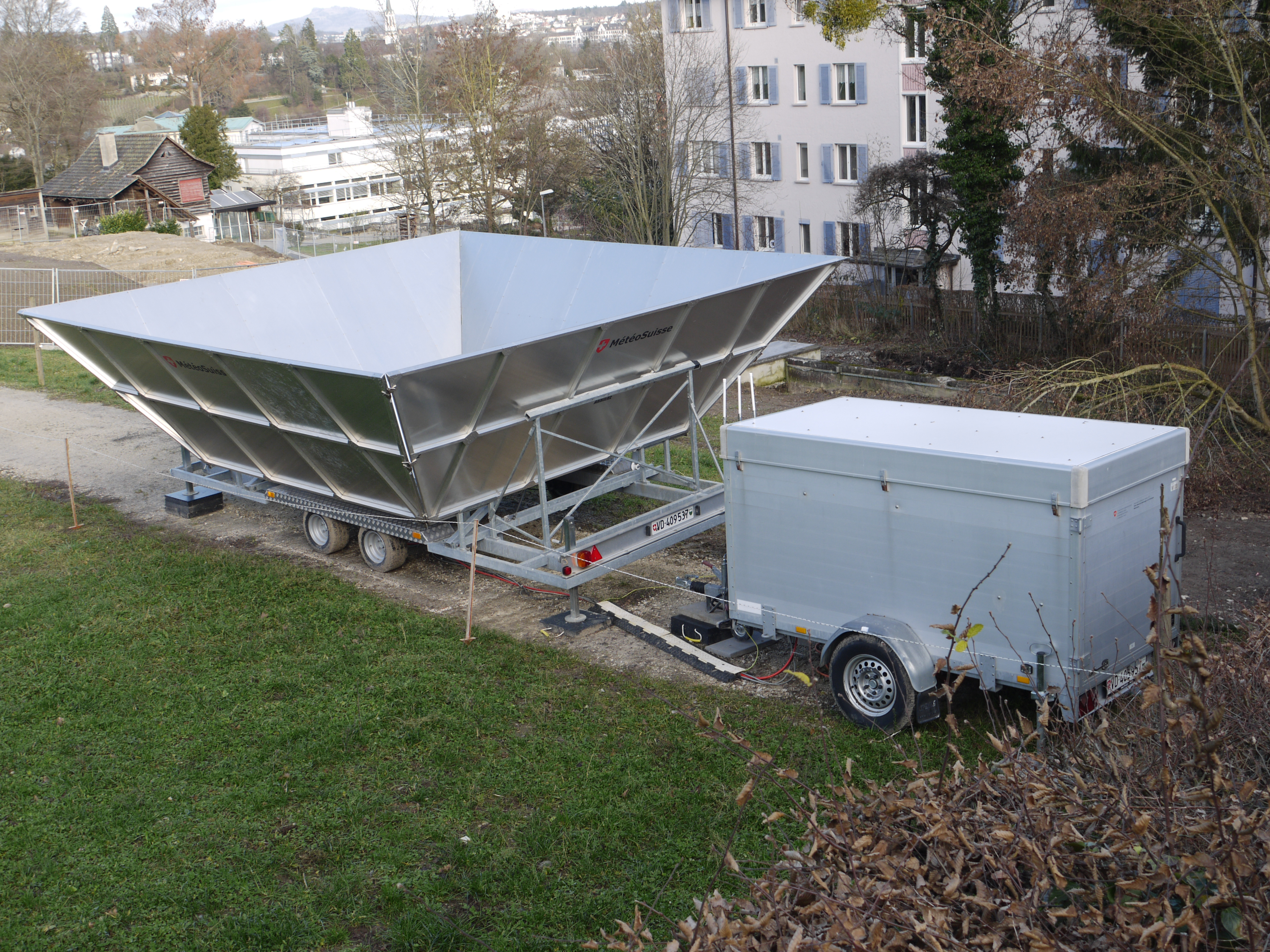
Mobiler Wind Profiler von Meteoschweiz

Eine gepulste elektromagnetische Welle wird über eine phasengesteuerten Gruppenantenne (engl.: Phased-Array-Antenne) in die Troposphäre abgestrahlt; zur Windmessung mit dem DBS-Verfahren (engl. Doppler beam swinging) werden dabei mindestens drei verschiedene Strahlrichtungen verwendet. Die elektromagnetischen Wellen werden durch Inhomogenitäten des Brechungsindexes gestreut. Aus der Phasenänderung  der zurückgestreuten Welle kann die Dopplerverschiebung und damit die radiale Windgeschwindigkeit ermittelt werden.

### Temperatur

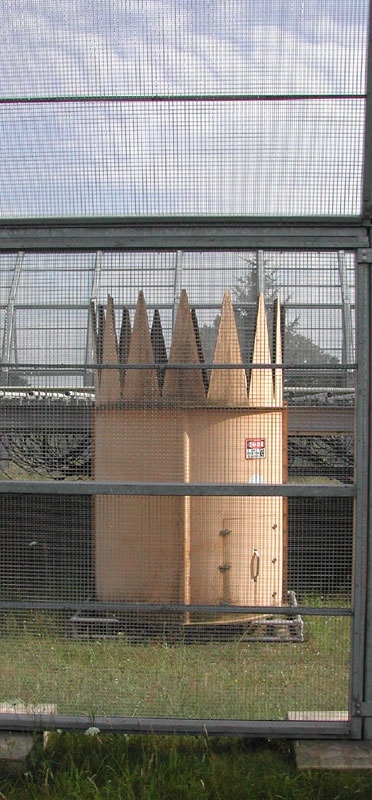
Lautsprecher

Die Temperatur wird nach dem Prinzip des radio-acoustic sounding system gemessen. Dazu strahlen vier große Lautsprecher mit rund 135 dBa Schallwellen in die Atmosphäre. Das dabei entstehende Muster von Dichte-Fluktuationen wird von der Radar-Welle abgetastet, wobei die Schallgeschwindigkeit als Funktion der gemessenen Wellenlänge einer bekannten Frequenz bestimmt wird. Über die Laplacesche Beziehung wird dann aus der Schallgeschwindigkeit die Temperatur abgeleitet. Die Reichweite der Temperaturmessung ist auf 4 km begrenzt durch die Reichweite des akustischen Signals.

## Genutzte Frequenzen
Für die Bestimmung von Windgeschwindigkeiten kann jede Radarfrequenz als Sendefrequenz genutzt werden. Es ist ein Kompromiss zu schließen:
- je höher die Sendefrequenz, desto größer auch die Dopplerfrequenz bei gleicher Windgeschwindigkeit, weswegen höhere Frequenzen eine bessere Messgenauigkeit bieten; allerdings werden sie innerhalb von Wolken sehr stark bedämpft und haben deswegen keine große Reichweite.
- tiefere Frequenzen können dichtere Wolkendecken durchdringen, haben aber eine schlechtere Genauigkeit.

### Bodengestützt
Um vom Boden aus zu messen, werden meist niedrigere Frequenzen im HF- bis UHF-Band verwendet; Frequenzen um 50 MHz können nämlich selbst dichte Gewitterwolken durchdringen. In Deutschland zugelassene Frequenzen für (meist bodenständige) Windprofil-Radargeräte sind:
| min. Frequenz | max. Frequenz | im Frequenzband |
| ------------- | ------------- | --------------- |
| 46 MHz        | 68 MHz        | HF              |
| 470 MHz       | 790 MHz       | UHF             |
| 1260 MHz      | 1300 MHz      | L               |

### Satellitengestützt
Bei satellitengestützten Radargeräten (Abstrahlung nach unten) müssen durch die meist sehr große Höhe der Umlaufbahn über der Erdoberfläche oder der Wolkendecke Einschränkungen in der Genauigkeit durch die Divergenz der elektromagnetischen Wellen hingenommen werden. Das kann kompensiert werden durch die Wahl extrem hoher Sendefrequenzen und daraus folgender höherer Richtwirkung bei kleineren geometrischen Abmessungen der Antennen; die höhere Dämpfung durch die Atmosphäre ist bei Messungen aus dem Weltall nur auf einem sehr kurzen Stück des Ausbreitungsweges wirksam. Von Satelliten aus werden zusätzlich folgende Frequenzbänder für die Erkundung von Wettererscheinungen genutzt:
| min. Frequenz | max. Frequenz | im Frequenzband |
| ------------- | ------------- | --------------- |
| 5,250 GHz     | 5,255 GHz     | C               |
| 9,300 GHz     | 9,900 GHz     | X               |
| 13,25 GHz     | 13,75 GHz     | Ku              |
| 24,05 GHz     | 24,25 GHz     | K               |
| 35,5 GHz      | 36,0 GHz      | Ka              |
| 94,0 GHz      | 94,1 GHz      | W               |
| 130,0 GHz     | 134,0 GHz     | F               |
| 237,9 GHz     | 238,0 GHz     | J               |

## Geschichte
- 1966–1969: erste Versuche von Windmessungen mittels Radar in Wallops Island
- 1975: erstes spezielles Radar für Höhenwindmessungen nimmt in Boulder (Colorado) den Betrieb auf (Sunset-Radar)
- 1976: SOUSY (Sounding System) des MPAE arbeitet nahe Katlenburg-Lindau
- 1984: Colorado Wind Profiler Network mit fünf Profilern nimmt Arbeit auf
- 1991: Wind Profiler Demonstration Network arbeitet mit 32 Systemen
- ab 1996: der Deutsche Wetterdienst beginnt mit der Entwicklung und dem Aufbau eines Profiler-Networks in Deutschland. Der Prototyp wird am Meteorologischen Observatorium Lindenberg (Brandenburg) in Betrieb genommen. Es folgen Systeme in Ziegendorf (Mecklenburg-Vorpommern), Nordholz (Niedersachsen) und Bayreuth (Bayern).